# Barton Kay Kirkham
Barton Kay Kirkham (Salt Lake City, Utah, 29 de noviembre de 1936-Draper, Utah, 7 de junio de 1958) fue un criminal estadounidense. Kirkham era miembro de la Fuerza Aérea de los Estados Unidos, y fue dado de baja en 1955 después de cometer un robo en Colorado mientras estaba ausente sin permiso (AWOL). En 1956, fue sentenciado a muerte después del asesinato de dos empleados de una tienda de comestibles durante un robo a mano armada en Salt Lake City, Utah.
Kirkham decidió morir ahorcado para generar publicidad y convertirse en un inconveniente para el estado de Utah. Aunque se hizo un intento de apelar su condena cuestionando su cordura, los funcionarios de la prisión notaron que la actitud desafiante de Kirkham permaneció implacable hasta poco antes de su ejecución, momento en el que comenzó a llorar y se informó que se había orinado. Su ejecución en la prisión estatal de Utah en 1958 fue la primera que llevó a cabo el estado en 46 años. Kirkham es el último prisionero en ser ahorcado por el estado de Utah.

## Biografía
Barton Kay Kirkham era el mayor de cinco hijos criados por una familia mormona en Salt Lake City. Era fanático de la música bop y se describió a sí mismo como «un rebelde». Kirkham dejó la vida de la iglesia y la escuela en el 11° grado, y se unió a la Fuerza Aérea de los Estados Unidos. Después de dieciocho meses, cometió un robo mientras estuvo ausente sin permiso en Colorado, y fue dado de baja. Kirkham pasó los siguientes nueve meses en un reformatorio y recibió la libertad condicional en julio de 1956.

## Asesinatos
En la noche del 12 de agosto de 1956, Kirkham entró en el supermercado Nibley Park Market en Salt Lake City para robarlo. Cuando pensó que el tendero David Avon Frame, de cincuenta años, no le estaba dando todo el dinero que tenía, Kirkham llevó a Frame a la parte trasera de la tienda. Allí encontró a Ruth Holmes Webster, de 37 años, madre de cuatro hijos en Sandy, Utah. Kirkham los hizo arrodillarse en el suelo y les disparó en la cabeza. Ganó 54 dólares del robo.
Kirkham fue detenido a la mañana siguiente después de obligar a un hermano y una hermana a llevarlo en un viaje por Provo Canyon. Cuando más tarde se le preguntó sobre su motivo para matar a Frame y Webster, dijo: «Hombre, no sé ...»

## Juicio y sentencia
El juicio por asesinato en primer grado comenzó el 12 de diciembre de 1956, con el juez Martin M. Larson presidiendo el caso. Kirkham fue defendido por los abogados Lamar C. Duncan y Wayne L. Black. El 14 de diciembre, Kirkham fue declarado culpable de asesinar a Frame y fue condenado a la pena de muerte. Nunca fue juzgado por el asesinato de Webster. Kirkham fue enviado a la prisión estatal de Utah el 11 de enero de 1957, a medida que avanzaba la fase de sentencia del juicio. Los abogados de Kirkham inmediatamente presentaron una apelación ante la Corte Suprema de Utah. La apelación alegaba que el estado mental de su cliente no se estaba tomando en cuenta. El 25 de marzo de 1958, el tribunal confirmó la condena de Kirkham y denegó su solicitud de una nueva audiencia, enviando su caso nuevamente para su sentencia. Kirkham dijo que estaba seguro de que sería ejecutado y se ofendió por el hecho de que sus abogados «intentaran prolongar la espera y demorarse».
El 26 de abril de 1958, el juez Larson condenó a muerte a Kirkham. Cuando se le pidió que seleccionara entre la opción de ejecución mediante un pelotón de fusilamiento y un ahorcamiento, respondió: «¿Qué cuesta más?» Kirkham dijo que eligió ser ahorcado «debido a la publicidad... la novedad... para hacer que el estado tenga más inconvenientes». También señaló que el estado podría no ejecutarlo de esa manera y, por lo tanto, podría «liberarse». Sería el primer ahorcamiento en Utah desde 1912. Kirkham dijo que esperaba «establecer algún tipo de marca».

## Encarcelamiento

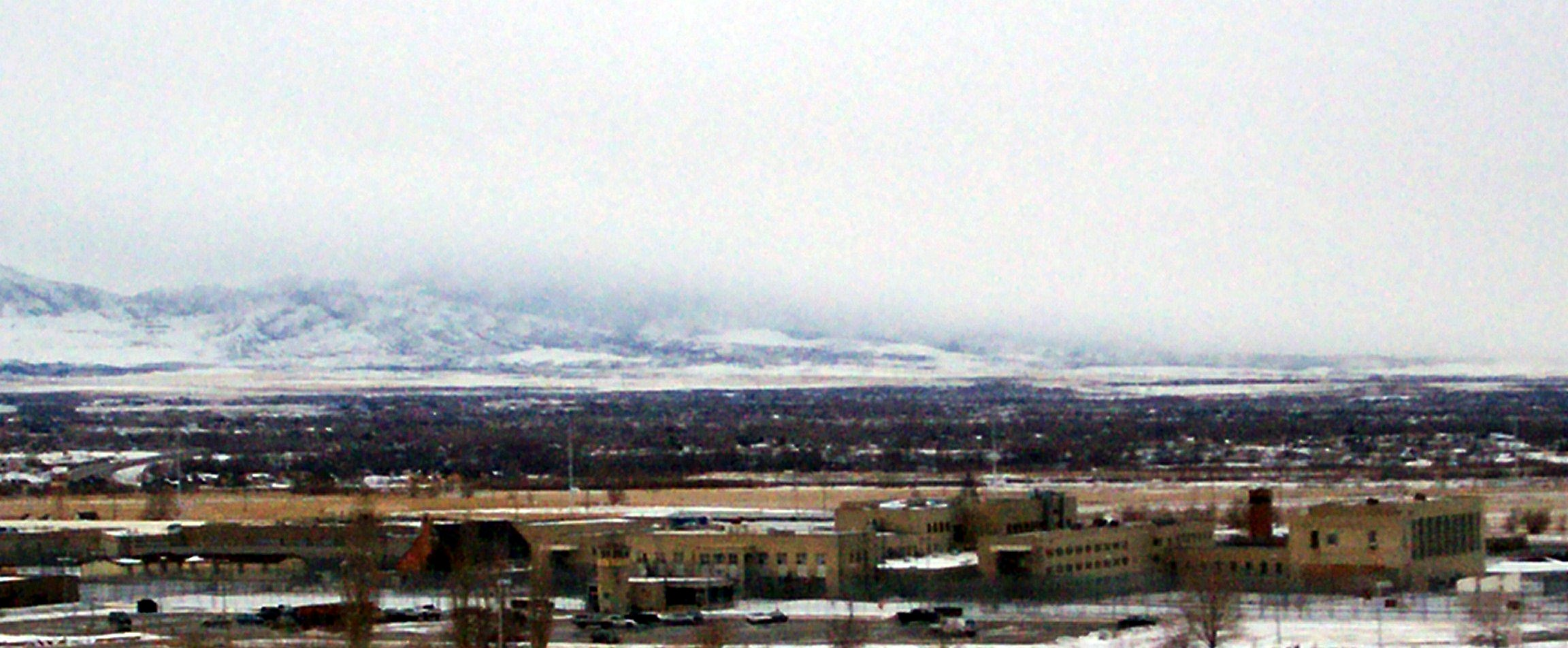
Prisión del estado de Utah

Kirkham esperaba la ejecución en el corredor de la muerte en la prisión estatal de Utah.
Mientras estaba en el corredor de la muerte en la Prisión Estatal de Utah, Kirkham siguió artículos periodísticos y resúmenes legales de su caso y leyó textos psiquiátricos y revistas médicas. Warden Marcell Graham lo describió como un buen prisionero que causó pocos problemas. Kirkham se dejó crecer el pelo y la barba durante trece meses hasta que se le ordenó cortarse el pelo. Luego se rapó la cabeza para molestar a los funcionarios de la prisión. Kirkham mantuvo una imagen endurecida y, según los informes, se rio de los conceptos de misericordia o salvación religiosa. Afirmó no tener remordimiento por los asesinatos.

Había tanto odio en mí entonces y sigue creciendo y no hubo liberación para eso y no me importó lo que sucedió. Los doctores dijeron que me sentí justificado cuando maté a esas personas y tienen razón. Yo hice. Era venganza lo que buscaba. El amor que me negaron porque mis padres pasaron mucho tiempo haciendo el trabajo de la iglesia y todavía lo hacen, y me obligaron a quedarme en casa y llevar la vida que querían que viviera. Tengo mi venganza y no lo siento ahora y nunca lo seré... Ya tuve suficiente, quiero morir. Estoy harto de todo. Maté a esas personas para lastimar a mis padres y su buena reputación en la iglesia. ¿Quién me falló? No solo eran mis padres sino yo mismo y muchos otros. Mi vida es un verdadero desastre ahora y me alegraré cuando todo termine.
Barton Kay Kirkham, declaración escrita antes de su ejecución

El 4 de junio de 1958, Kirkham compareció ante la junta estatal de indultos para una audiencia final de clemencia. Sus abogados habían planeado demostrar que estaba loco con la ayuda de psiquiatras. Kirkham inicialmente le dijo a la junta que era un solitario y que «no sentía remordimiento ni nada por el estilo». En los minutos finales de la audiencia, estalló en una apelación de que preferiría el compromiso involuntario en una institución mental sobre la pena capital. La junta se negó a conmutar su sentencia.

No quiero la vida. Mis padres son los que me quieren conmutar. Piensan que puedes ser rehabilitado en prisión... pero la rehabilitación viene de adentro.
Barton Kay Kirkham, mayo de 1958

## Ejecución
Kirkham fue visitado por sus padres la noche antes de su ahorcamiento. Los guardias de la prisión notaron que él cambió su comportamiento cuando recibió a sus padres calurosamente y fue visto por los capellanes mormones y católicos. Su madre estaba cerca del colapso. Kirkham vio una película con sus padres y se despidió poco antes de la medianoche. Kirkham ordenó una última comida de pizza y helado, diciéndole al administrador de la prisión que «obtienes queso, carne y todo en una comida. No tanto alboroto.» En el auditorio de la Prisión Estatal de Utah, Kirkham comió su pizza y tocó música clásica en un piano en compañía de los capellanes, reporteros y alguaciles adjuntos. Bromeó sobre su inminente ejecución y comentó sobre sus habilidades con el teclado: «Tendré que practicar más.»

Cuando vives con la idea de morir tanto tiempo, te acostumbras. Puedo sacudirme en el último minuto, pero no lo creo.
Barton Kay Kirkham, mayo de 1958

Al amanecer del 7 de junio de 1958, Kirkham fue conducido dos millas a un pastizal en la granja de la prisión. Después de que se colocó una capucha negra sobre su cabeza, Kirkham fue conducido por una rampa hacia una horca recién construida. Su caída se había medido a seis pies de altura para acomodar su peso reportado de doscientas libras. Un verdugo profesional del Noroeste recibió  400 dólares (equivalente a USD 3545 en 2019) por sus servicios. Kirkham tembló ligeramente cuando el verdugo le colocó una soga alrededor del cuello y le colocó el nudo debajo de la oreja izquierda. Como lo indica la ley estatal, el sheriff George Beckstead se acercó a Kirkham para recibir sus últimas palabras. A las 4:57 a. m. MST, hora oficial del amanecer, Beckstead le hizo una señal al verdugo, quien tiró de una palanca de hierro para abrir la trampilla debajo de Kirkham. La familia Kirkham no fue testigo de la ejecución. El médico de la prisión WC Knott se subió a una escalera de mano para examinar el cuerpo colgante de Kirkham, que estaba oculto a la vista por la arpillera y el lienzo colgado debajo de la plataforma de once pies de altura. Fue declarado muerto a las 5:11 a. m..

Le he pedido a Dios que me perdone.
Últimas palabras de Barton Kay Kirkham, 7 de junio de 1958

En febrero de 1980, la Legislatura del estado de Utah reemplazó la opción del ahorcamiento por la inyección letal.